# Джираче, Никола
Никола Джираче (итал. Nicola Girace, 30 июля 1907, Неаполь — 30 августа 1970, Рим) — итальянский фехтовальщик-рапирист, чемпион мира.

## Биография
Родился в 1907 году в Риме. В 1929 году завоевал золотую медаль Международного первенства по фехтованию в Неаполе (в 1937 году Международная федерация фехтования задним числом признала все проходившие ранее Международные первенства по фехтованию чемпионатами мира).